# Katedra Patriarchalna w Bukareszcie
Katedra Patriarchalna (rum. Catedrala Patriarhală din București) – główna świątynia Rumuńskiego Kościoła Prawosławnego, wybudowana w latach 1656–1658 w Bukareszcie.
Patronami katedry są cesarz Konstantyn i jego matka św. Helena. Przechowywane są w niej relikwie patrona Bukaresztu św. Demetriusza Nowego.

## Historia
Cerkiew konsekrował w 1658 patriarcha Antiochii Makary III. 8 czerwca 1668 hospodar Radu Leon ustanowił świątynię siedzibą metropolity, przy czym biskup rezydował przy niej już od 1661. Remonty katedry odbyły się w latach 1792–1799, 1834–1839, 1932–1935, 1960–1962, w 1989 i w latach 2000–2001.